# Resolució 221 del Consell de Seguretat de les Nacions Unides
La Resolució 221 del Consell de Seguretat de les Nacions Unides, aprovada el 9 d'abril de 1966 després de recordar les resolucions anteriors sobre el tema (inclòs l'acord d'un embargament de petroli), el Consell estava molt preocupat perquè va arribar a Rhodèsia del Sud un gran carregament de petroli des de Beira i un altre era en camí.
El Consell va demanar Portugal que no permetés que el combustible fos bombejat a través de les canonades de la Companhia do Pipeline Moçambique Rodésias a Rhodèsia del Sud. Es va demanar a tots els Estats que asseguressin el desviament dels vaixells si creien raonablement que transportaven petroli destinat a Rhodèsia del Sud. La resolució també va instar al govern del Regne Unit a evitar, per la força si cal, l'arribada a Beira dels vaixells que cregués raonablement que transportaven petroli destinat a Rhodèsia del Sud.
La resolució 221 va ser adoptada per deu vots contra cap; la República Popular de Bulgària, França, Mali, la Unió Soviètica i Uruguai es van abstenir de votar.